# ایبوتیراما
ایبوتیراما (به پرتغالی: Ibotirama) یک منطقهٔ مسکونی در برزیل است که در باهیا واقع شده‌است. ایبوتیراما ۱٬۷۴۰٫۰۸۷ کیلومتر مربع مساحت و ۲۷٬۰۰۳ نفر جمعیت دارد و ۴۱۹ متر بالاتر از سطح دریا واقع شده‌است.